# Carlos Castillo Mattasoglio
Carlos Gustavo Castillo Mattasoglio (* 28. února 1950, Lima) je peruánský římskokatolický kněz, arcibiskup Limy, kardinál.

## Život
Během studií na Fakultě filosofie a sociálních věd Národní univerzity svatého Marka byl jeho učitelem Gustavo Gutiérrez, zakladatelská postava teologie osvobození. Po vstupu do semináře byl poslán na studia do Říma, kde na Gregoriáně získal bakalaureáty z filosofie (1979) a teologie (1983). Roku 1984 přijal kněžské svěcení a pokračoval ve studiích na Gregoriáně, kde obdržel licenciát (1985) a doktorát (1987) z dogmatické teologie. Po návratu do vlasti vyučoval teologii na Papežské katolické univerzitě v Peru (1989-2019) a byl aktivně pastoračně činný.

### Biskupská služba
Papež František jej v lednu 2019 jmenoval arcibiskupem limským, a jeho jmenování v kontextu sporů mezi peruánskou univerzitou (jíž bylo v letech 2012–2016 odňato označení "papežská" a "katolická") bylo chápáno jako výrazná změna v církevní orientaci peruánské církve.

### Kardinálská kreace
V neděli 6. října 2024 papež papež František oznámil, že na 8. prosince 2024 svolá konzistoř, v níž bude jmenovat 21 nových kardinálů a mezi nimi také Mons. Castilla.

## Dílo
- Libres para creer, la conversión según Bartolomé de Las Casas en la Historia de las Indias, Fondo Editorial PUCP, 1993.
- Teologia della rigenerazione, EMI, 2001.
- La opción por los jóvenes en Aparecida, CEP-IPADEJ-IBC, 2008.
- Joven, a ti te digo, ¡levántate!, 2009.
- Caminando en el amor. El pastor de una Iglesia viva. Homenaje al cardenal Juan Landázuri Ricketts en el centenario de su nacimiento (curatore), Fondo Editorial PUCP, 2014.